# عبور جورج واشنطن نهر ديلاوير

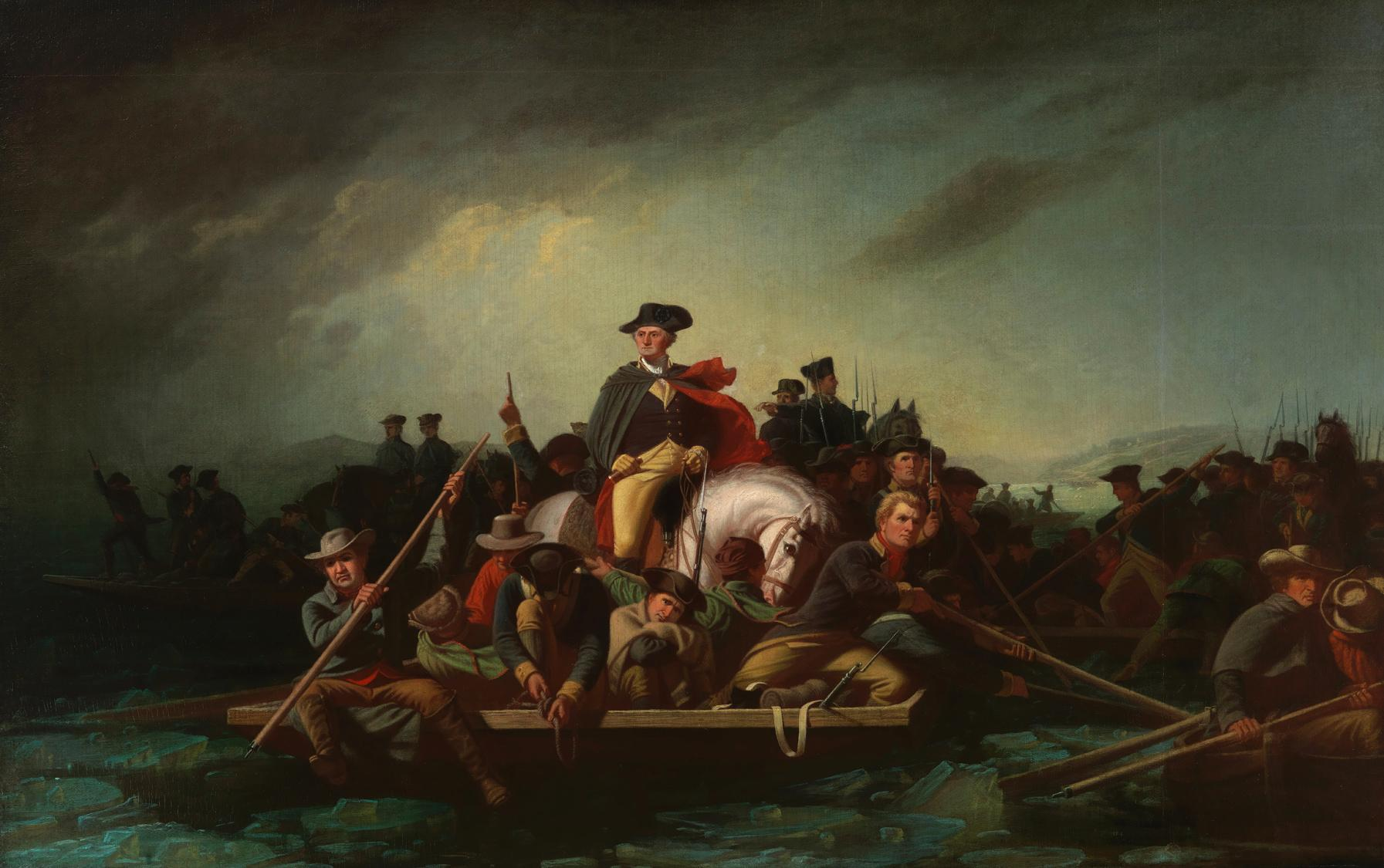
لوحة زيتية على قماش. يقف واشنطن على قمة هرم على ظهور الخيل. يصور بينغهام واشنطن وطاقمه وهم يركبون زورقًا عريضًا مسطح القاع عبر المياه الجليدية. يبدو أن القارب يتجه مباشرة نحو المُشاهد.

عبر جورج واشنطن نهر ديلاوير في الليلة الواقعة بين 25 و26 ديسمبر عام 1776، خلال الحرب الأهلية الأمريكية، وكان عبوره أول خطوة في الهجوم المفاجئ الذي نظمه ضد جنود هسن (قوات ألمانيّة مساعدة استعانت بها الإمبراطورية الإمبراطورية) في ترينتون بولاية نيوجيرسي، والذي وقع في صباح السادس والعشرين من شهر ديسمبر. خُطط للهجوم بسرية جزئية، وقاد واشنطن رتلًا من الجيش القاري عبر نهر ديلاوير المتجمد، فكانت عملية خطيرة وصعبة لوجستيًا.
أُلغيت مخططات عبور القوات المساعدة أو فشلت، لكن واشنطن لم يتراجع، فشنّ هجومًا مفاجئًا على قوات يوهان رال المتمركزة في ترينتون، وتمكن من إلحاق الهزيمة بها.
عبر الجيش القاري النهر عائدًا إلى بنسلفانيا عقب انتهاء المعركة، محملًا هذه المرة بالأسرى والمستودعات العسكرية التي استولى عليها بعد المعركة.
عبر جيش واشنطن النهر مرة ثالثة في نهاية العام، في ظروف أسوأ بكثير سبّبها عدم معرفة سمك الثلج الذي يغطي النهر. هز الجيش التعزيزات البريطانية تحت قيادة اللورد كورنواليس ضمن ترينتون في 2 يناير عام 1777، وهزم مؤخرة جيشه المتمركزة في برينستون في 3 يناير، قبل انسحاب الأخيرة إلى مسكنها في بلدة موريستاون ضمن نيوجيرسي.
سُميت منطقتان فرديتيان باسم واشنطن كروسينغ، في ولايتي بنسلفانيا ونيوجيرسي، وكان الاسم تكريمًا لهذا الحدث التاريخي.

## خلفية
بدأ عام 1776 جيدًا لصالح الأمريكان، حاملًا أحداثًا مثل إخلاء القوات البريطانية مدينة بوسطن في مارس، لكن الدفاع عن نيويورك كان ضعيفًا. رسا الجنرال البريطاني ويليام هاو، برفقة قواته، على جزيرة لونغ آيلاند في شهر أغسطس، واستطاع دحر جيش واشنطن القاري خارج نيويورك كليًا بحلول منتصف نوفمبر، فاستولى حينها على القوات المتبقية في مانهاتن.
عادت القوات البريطانية الرئيسة إلى نيويورك جراء قدوم فصل الشتاء، تاركة جنود هسن لحماية نيوجيرسي. خضع جنود هسن لقيادة العقيدين رال وفون دونوب. كُلف جنود هسن بحراسة النقاط العسكرية الأمامية داخل وحود ترينتون. أرسل هاو بعدها جنودًا تحت قيادة تشارلز كورنواليس إلى نيوجيرسي، عبر نهر هدسون، لمطاردة جيش واشنطن عبر ولاية نيوجيرسي.
واجه جيش واشنطن انخفاضًا مستمرًا في عدد الجنود جراء انتهاء عقد تجنيد البعض أو هروب آخرين، وعانى أيضًا من انخفاض المعنويات بسبب الهزائم التي تعرّض لها في منطقة نيويورك. عبر أغلب جيش واشنطن نهر ديلاوير للوصول إلى بنسلفانيا شمال ترينتون، ودمّروا كافة القوارب الواقعة على مسافة كيلومترات من جانبي النهر، أو نقلوها إلى الشاطئ الغربي. بدلًا من مطاردة واشنطن فوريًا، شيّد كورنواليس (تحت قيادة هاو) سلسلة من النقاط العسكرية الأمامية الممتدة من نيو برونزويك إلى برلينغتون، بالإضافة إلى نقطتين في بوردر تاون وترينتون، وطلب من جنوده البقاء مهاجعهم الشتوية. ابتهج البريطانيون لانتهاء موسم الحملة عندما طُلب منهم البقاء في مهاجعهم الشتوية. كان الوقت ملائمًا لإعادة اجتماع الجنرالات، وإعادة التزود بالمؤن، ووضع استراتيجيات موسم الحملة القادمة في الربيع.

## جيش واشنطن
خيّم جيش واشنطن قرب معبر ماكوني، في مكانٍ ليس بالبعيد عن موقع العبور. اصطحب واشنطن أماكن إيواء الجنود عبر النهر من ترينتون، لكنه نقل المقرات الرئيسية في 15 ديسمبر إلى منزل وليام كيث، حتى يتمكّن من البقاء قرب قواته. بلغ تعداد جيش واشنطن ما بين 4 آلاف إلى 6 آلاف رجل عند وصوله إلى معبر ماكوني، في حين كان عددٌ من الجنود، نحو 1700، غير لائقين للخدمة، واحتاجوا إلى عناية طبية. فقد واشنطن مؤنًا ثمينة عند الانسحاب من نيوجيرسي، وفقد الاتصال مع فرقتين مهمتين من جيشه.
كان الجنرال هوراشيو غيتس في وادي نهر هدسون، بينما كان الجنرال تشارلز لي غرب نيوجيرسي، بصحبة ألفي رجل. طلب واشنطن من الجنرالين الانضمام إليه، لكن غيتس تأخر عن اللحاق به نتيجة تراكم الثلوج على الطريق. لم يكن الجنرال لي معجبًا بواشنطن، فتأخر عن اتباع الأوامر المتكررة، وفضّل البقاء متربصًا بخاصرة الجيش البريطاني قرب موريس تاون في نيوجيرسي.
أثرت عوامل أخرى على تعداد قوات واشنطن وجودتها. أوشكت عقود تسجيل الكثير من الرجال على الانتهاء في نهاية ذلك العام، وفضّل العديد من الجنود ترك الجيش عقب انتهاء التكليف. هجر العديد من الجنود جيشهم قبل انتهاء خدمتهم. شكك الكثيرون باحتمال الانتصار في الحرب جراء الفقدان المستمر للجنود، والخسارات المتتالية في المعارك، بالإضافة إلى خسارة نيويورك وفرار الجيش والكونغرس القاري الثاني -ومعهم الكثير من سكان نيويورك- إلى فيلادلفيا. لكن واشنطن أصر على إتمام مسعاه، فنجح في استجلاب المؤن، وأرسل الجنود السابقين كي يجنّد أعضاء جدد من الميليشيا، وكان سلوك الجنود البريطانيين وجنود هسن المخمورين، في نيوجيرسي وبنسلفانيا، سببًا جزئيًا في نجاح مساعيه.
خلفت الهزيمة العسكرية في فورت لي وواشنطن خسائر فادحة لدى الوطنيين. اضطر الوطنيون إلى ترك مؤن وذخيرة شديدة الأهمية عند إخلاء معاقلهم. قُتل الكثير من الجنود وأُسر آخرون، وكانت معنويات من تبقى منخفضة. آمن قلة من الجنود بإمكانية الفوز في الحرب وتحقيق الاستقلال.

### منشور الأزمة الأمريكية
ارتفعت معنويات القوات الوطنية في 19 ديسمبر عندما صدر منشور الأزمة الأمريكية لصاحبه توماس بين، مؤلف منشور الفطرة السليمة.
هذا زمن امتحان أرواح الرجال، فيمتنع من يخشى الشتاء عن خدمة بلده في هذه الأوقات، أما من يصمد الآن، فسيتحقّ حبّ وامتنان مواطنيه من الرجال والنساء. الطغيان كالجحيم، لا يمكن قهره بسهولة. كلما اشتد الصراع، تعاظم مجد الانتصار، وذلك عزاؤنا حاليًا.
بعد يوم من نشر المنشور في فيلادلفيا، أمر الجنرال واشنطن قراءته أمام كافة جنوده. شجّع ما جاء في المنشور جنوده، وعزّز مدى تقبلهم للظروف الصعبة التي يمرون بها.

## وصول الإمدادات
في 20 ديسمبر، وصلت فرقة الجنرال لي -والمؤلفة من 20 ألف جندي- إلى معسكر واشنطن تحت قيادة الجنرال جون سوليفان. أسر البريطانيون الجنرال لي في 12 ديسمبر عندما غامر متجولًا خارج حماية جنوده، بحثًا عن مزيد من أماكن الإيواء المريحة (أو تنازلًا عن القيادة، وفق الشائعات). وصلت فرقة الجنرال غيتس إلى معسكر واشنطن في وقتٍ لاحق من ذلك اليوم، لكن تعداد الفرقة انخفض إلى 600 جندي جراء انتهاء عقود تجنيد عدد من القوات، والحاجة إلى الحفاظ على أمان الجبهة الشمالية. التحق نحو ألف فرد من رجال الميليشيا بالجنرال واشنطن بعد فترة قصيرة، قادمين من واشنطن تحت قيادة العقيد جون كادوالادر.
بعد مجيء التعزيزات وعدد أقل من المتطوعين المحليين، وصل تعداد قوات واشنطن إلى 6000 جندي لائق للخدمة. انخفض تعداد الجيش إلى حد كبير جراء تكليف بعض القوات بحراسة الزوارق قرب معبر دانك (يحاذي حاليًا متنزه نيشامني الحكومي في منطقة بِنيسيلم ضمن ولاية بنسلفانيا، وبلدة نيو هوب في ولاية بنسلفانيا). أُرسلت مجموعة أخرى لحماية المؤن في نيوتاون، وحراسة المرضى والجرحى الذين اضطروا إلى التخلّف عن باقي الجنود بعدما عبر الجيش نهر ديلاوير. امتلك واشنطن نحو 2400 مقاتل، وتمكّن من شنّ الهجوم على القوات البريطانية وجنود هسن في منتصف نيوجيرسي.
ساهم وصول بعض المؤن في 24 ديسمبر -كالبطانيات مثلًا، والتي احتاجها الجيش بشدة- في رفع معنويات الجنود.